# Међеш
Међеш је водени ток на Фрушкој гори, притока је канала Јарчина, дужине 12,8km, површине слива 119,9km², у сливу реке Саве.
Настаје спајњем водотока Кукавица 82,8km) и Банковачког потока (11,3km) низводно од насеља Шатринци на 125 [Надморска висина|м.н.в.]]). Саставнице са својим притокама одводњавају јужне падине Фрушке горе, Главне притоке су Добродол и водоток који тече кроз Мале Радинце. Текући ка југоистоку, код Доњих Петроваца на 89 м.н.в. улива се у канал Јарчина. Токови су једним делом каналисани. Амплитуде протицаја крећу се од 5 л/с до 15 m³/с. У сливу се налазе насеља Гргетег, Нерадин, Мали Радинци, Добродол која су путевима спојена са Иригом, Румом и Крушедолом, насељима у суседним сливовима. У сливу Међеша ван граница НП Фрушка гора налазе се хидроакумулације Међеш (језеро Шатринци) и Добродолско језеро.